# Otto Bundsmann
Otto Bundsmann, avstrijski general in vojaški zdravnik, * 30. maj 1875, † 3. november 1951.

## Življenjepis
Leta 1895 je vstopil v avstro-ogrsko vojsko in opravil enoletni vojaški rok. Istega leta je pričel s študijem medicine; ko ga je končal, je ponovno vstopil v vojsko.
Sprva je bil nastanjen na Dunaju, nato pa je postal polkovnik zdravnik 1. tirolskega lovskega polka (1902–1906) in 40. poljskotopniškega polka (1906–1913). 
Pozneje je bil zdravnik v kadetnici Innsbruck (1913–1914), nato pa je bil dodeljen 4. armadi (1914–1915), Obrambnemu poveljstvu Tirolske (1915–1916), Armadni skupini Nadvojvoda Evgen (1916–1917), Armadni skupini Nadvojvoda Jožef (1917–1919).
Po vojni je ostal v vojski: sprva je bil medicinski poveljnik pri Tirolskem poveljstvu (1919–1920), pri Vojaškem administrativnem uradu Innsbruck (1920–1923), brigadni zdravnik 6. brigade (1924–1932), nato pa je do upokojitve leta 1935 delal v ministrstvu za vojaške zadeve.
Leta 1939 je bil reaktiviran in postal je poveljnik Medicinskega bataljona Innsbruck, nato pa je postal rezervni častnik v 18. vojaškem okrožju.
Upokojil se je leta 1943.